# Aistowo
Aistowo (russisch Аистово, deutsch Kondehnen) ist ein Ort in der russischen Oblast Kaliningrad. Er gehört zur kommunalen Selbstverwaltungseinheit Stadtkreis Gurjewsk im Rajon Gurjewsk.

## Geographische Lage
Die Ortschaft liegt in der historischen Region Ostpreußen, etwa 14 Kilometer nordöstlich der Stadt Kaliningrad (Königsberg) und zwei Kilometer westnordwestlich des Dorfs Jaroslawskoje (Schönwalde).

## Geschichte

Neuhausen und Schönwalde, nordöstlich von Königsberg, auf einer Landkarte von 1910

Das früher Kondehnen genannte ehemalige Gutsdorf wird im Jahr 1782 als kölmisches Gut mit sieben Feuerstellen (Haushaltungen) bezeichnet, eingepfarrt zu Neuhausen.
Im Jahre 1874 wurde das Gut in den neu errichteten Amtsbezirk Schönwalde eingegliedert und gehörte zum Landkreis Königsberg (Preußen) (1939 bis 1945 Landkreis Samland) im Regierungsbezirk Königsberg der preußischen Provinz Ostpreußen des Deutschen Reichs. 1910 waren hier 126 Einwohner gemeldet.
Am 1. April 1927 hatte der Gutsbezirk Kondehnen eine Flächengröße von 403 ha, 54 ar und 00 m², und am 16. Juni 1925 hatte der Gutsbezirk 142 Einwohner. Am 30. September 1928 verlor Kondehnen seine Eigenständigkeit und wurde in die Landgemeinde Schönwalde eingemeindet.
Vor Ende des Zweiten Weltkriegs besetzte im Januar 1945 die Rote Armee die Region. 
Nach Einstellung der Kampfhandlungen wurde Kondehnen zusammen mit der nördlichen Hälfte Ostpreußens von der Sowjetunion besatzungsrechtlich in eigene Verwaltung genommen. 
Im Jahr 1947 erhielt der Ort die russische Bezeichnung Aistowo (von aist = Storch) und wurde gleichzeitig dem Dorfsowjet Jaroslawski selski Sowet im Rajon Gurjewsk zugeordnet. Später gelangte der Ort in den Kosmodemjanski selski Sowet. Von 2008 bis 2013 gehörte Aistowo zur Landgemeinde Dobrinskoje selskoje posselenije und seither zum Stadtkreis Gurjewsk.

## Verkehr
An das Straßennetz ist der Ort über eine Nebenstraße angebunden, die Konstantinowka (Konradswalde) an der russischen Fernstraße A 190 (ehemalige deutsche Reichsstraße 126) mit Jaroslawskoje (Schönwalde) verbindet.
Bis 1945 war das damalige Kondehnen Bahnstation an der Bahnstrecke Prawten–Schaaksvitte (russisch: Lomnonossowo – Kaschirskoje) der Königsberger Kleinbahn.

## Kirche
Mit seiner überwiegend evangelischen Bevölkerung war Kondehnen bis 1945 in das Kirchspiel Schönwalde eingepfarrt. Es gehörte zum Kirchenkreis Königsberg-Land II in der Kirchenprovinz Ostpreußen der Kirche der Altpreußischen Union. Heute liegt der Ort im Einzugsbereich der evangelisch-lutherischen Auferstehungskirche in Kaliningrad (Königsberg) in der Propstei Kaliningrad der Evangelisch-lutherischen Kirche Europäisches Russland.